# Appendiseta robiniae
Appendiseta robiniae är en insektsart som först beskrevs av David D. Gillette 1907.  Appendiseta robiniae ingår i släktet Appendiseta och familjen långrörsbladlöss. Inga underarter finns listade i Catalogue of Life.